# Chishti Sharif (district)
 (novembre 2018).
Si vous disposez d'ouvrages ou d'articles de référence ou si vous connaissez des sites web de qualité traitant du thème abordé ici, merci de compléter l'article en donnant les références utiles à sa vérifiabilité et en les liant à la section « Notes et références ».
Le district de Chishti Sharif est le district le plus à l'est de la province d'Hérât, en Afghanistan.

## Situation
Le district est situé le long de la rivière Hari et de l'un de ses affluents au nord.
Il est bordé à l'ouest par le district d'Obe (en), au nord par la province de Bâdghîs, et à l'est et au sud par la province de Ghôr.

## Population
La population était estimée à 23 100 habitants en 2012.

## Administration
Le centre administratif du district est le village de Christi Sharif, également connu sous le nom de Chisht-e Sharif ou encore Chisht.

## Patrimoine

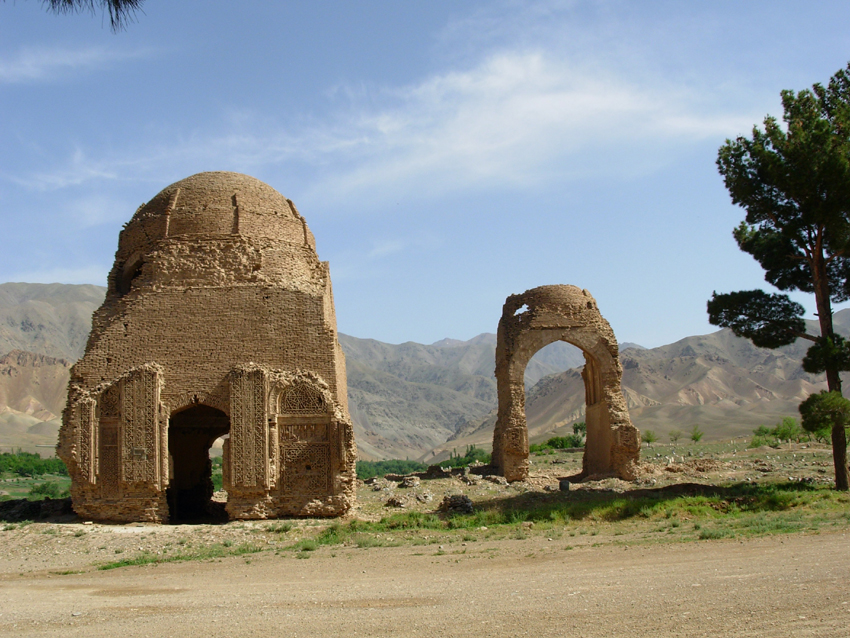
Un des mausolées de Chishti Sharif

On trouve à Chishti Sharif des mausolées de la dynastie persane des Ghorides. Le village est aussi connu pour être le lieu d'origine de Hazrat Mu'in-ud-Dîn Chishti, l'un des fondateurs de la confrérie soufie appelée Chishtiyya.
On y voit aussi la tombe (cf. la photo dans l'infobox) d'un autre saint soufi du XIIe siècle, Mawdûd Chishti (en), qui compte également au nombre des fondateurs de la Chishtiyya.

## Aménagement et infrastructures
Le district dispose de 170 km de routes de gravier.

## Crédit d'auteurs
- (en) Cet article est partiellement ou en totalité issu de l’article de Wikipédia en anglais intitulé « Chishti Sharif District » (voir la liste des auteurs).